# Scopula melanstigma
Scopula melanstigma là một loài bướm đêm trong họ Geometridae.